# تالساکلیدین
تالساکلیدین (انگلیسی: Talsaclidine) یک آگونیست غیرانتخابی گیرنده‌های موسکارینی استیل کولین است که به عنوان آگونیست کامل گیرنده‌های M1 و آگونیست نسبی گیرنده‌های M2 و M3 عمل می‌کند. این دارو پیش تر برای درمان بیماری آلزایمر تحت بررسی قرار داشت، اما روشن شد که در این زمینه اثربخشی اندکی دارد که این امر شاید به دلیل محدودیت در مصرف دوزهای بالای این دارو به علت بروز عوارضی همانند افزایش ضربان قلب، افزایش فشارخون، افزایش ترشح بزاق، تکرر ادرار، اشک ریزش، سوزش سردل، تهوع، استفراغ، دردهای شکمی، تعریق و تپش قلب باشد.